# Ancho de banda
Para señales analógicas, el ancho de banda es la longitud de la extensión de frecuencias, medida en hercios (Hz), en la que se concentra la mayor potencia de la señal. Se puede calcular a partir de una señal temporal mediante el análisis de Fourier. Las frecuencias que se encuentran entre esos límites se denominan también frecuencias efectivas.

Figura 1. El ancho de banda viene determinado por las frecuencias comprendidas entre f_{1} y f_{2}.

Así, el ancho de banda de un filtro es la diferencia entre las frecuencias en las que su atenuación al pasar a través de filtro se mantiene igual o inferior a 3 dB comparada con la frecuencia central de pico (fc) en la Figura 1.
La frecuencia es la magnitud física que mide las veces por unidad de tiempo en que se repite un ciclo de una señal periódica. Una señal periódica de una sola frecuencia tiene un ancho de banda mínimo. En general, si la señal periódica tiene componentes en varias frecuencias, su ancho de banda es mayor, y su variación temporal depende de sus componentes frecuenciales.
Generalmente el término ancho de banda es confundido con velocidad de transmisión de datos, que es la velocidad de dígitos binarios transmitidos y se da en bits por segundo (bps). Es necesario aclarar que el ancho de banda no representa la frecuencia máxima de la señal, sino el rango de frecuencias del cual se concentra la mayor potencia de la misma.
Normalmente las señales generadas en los sistemas electrónicos, ya sean datos informáticos, voces, señales de televisión, etc., son señales que varían en el tiempo y no son periódicas, pero se pueden caracterizar como la suma de muchas señales periódicas de diferentes frecuencias.